# Burg Waldhausen (Altheim)
Die Burg Waldhausen ist eine abgegangene Burg im Flurbereich Burgäcker bei dem Ortsteil Waldhausen der Gemeinde Altheim im Landkreis Biberach in Baden-Württemberg.
Die Burg wurde vermutlich von den Herren von Waldhausen erbaut. Von der ehemaligen Burganlage ist nichts erhalten.